# Chièvres
Chièvres (valonă Chieve) este un oraș francofon din regiunea Valonia din Belgia. Comuna Chièvres este formată din localitățile Chièvres, Grosage, Huissignies, Ladeuze, Tongre-Notre-Dame și Tongre-Saint-Martin. Suprafața sa totală este de 46,91 km². La 1 ianuarie 2008 comuna avea o populație totală de 6.408 locuitori.
Comuna Chièvres se învecinează cu comunele Ath, Beloeil, Brugelette, Jurbise, Lens și Saint-Ghislain.
1. ↑  Crossroad Bank of Enterprises, accesat în 15 septembrie 2023